# Guominjun
El Guominjun (en chino tradicional, 军 国民; en chino simplificado, 军 国民; pinyin, Guómínjūn; Wade-Giles, Kuominchun), también conocido como Ejército Popular Nacional (en chino, 西北 军),
KMC, o Ejército del Noroeste fue una fuerza militar fundada por Feng Yuxiang, Hu Jingyi y Sun Yue durante la época de los caudillos militares.
Se formó cuando Feng traicionó a la camarilla de Zhili durante la Segunda Guerra Zhili-Fengtian contra la camarilla de Fengtian en 1924. Entonces el Guominjun había ocupado la capital, Pekín, capturado al cabecilla de Zhili y presidente de la república, Cao Kun y expulsado al último emperador de la dinastía Qing, Pu Yi, de la Ciudad Prohibida.

## Características

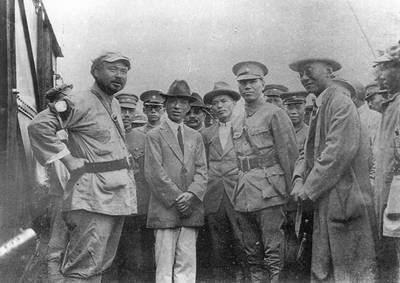
Feng Yuxiang (izquierda), dirigente y fundador del Guominjun, junto a Jiang Jieshi (centro, de uniforme) en Xuzhou en junio de 1927, durante la Expedición al Norte que salvó a la formación de Feng de la derrota a manos de la alianza de Wu Peifu y Zhang Zuolin.

Cercano a las tesis del régimen del Guomindang de Sun Yat-sen establecido en Guangzhou, la separación geográfica de ambos (el Guominjun controlaba las provincias noroccidentales de China) complicó su cooperación. El Guominjun era una fuerza inusual en la política china al ser un ejército con sus tropas adoctrinadas en el cristiano, el socialismo y el nacionalismo. Sus tropas contaban asimismo con programas de asistencia y educación, algo muy poco común en este periodo. Esto creó una fuerza decidida y muy cohesionada, de gran moral en el combate. Una de sus debilidades, empero, era su pequeño tamaño y el enorme territorio que debía cubrir, lo que dificultaba la concentración de tropas, esparcidas por largos frentes en los enfrentamientos.
El principal apoyo extranjero del Guominjun fue la Unión Soviética. Anteriormente, los soviéticos habían competido con el imperio japonés por la influencia sobre la camarilla de Fengtian, que controlaba Manchuria. Los soviéticos estaban interesados en aliarse con Feng por considerarlo como el caudillo militar más aceptable ideológicamente.

## Historia
Tras la traición de Feng a la camarilla de Zhili y la derrota de esta los vencedores se reunieron en Tianjin para repartirse el poder a finales de 1924. Feng logró ser nombrado gobernador de las provincias de noroeste mientras que Zhang Zuolin lo era de las del noreste. Las tropas del Guominjun permanecieron en la capital hasta mayo de 1925. Ambos caudillos militares deseaban controlar el ferrocarril Pekín-Hankou y Feng aprovechó el enfrentamiento entre Zhang y el militar de la camarilla de Zhili Sun Chuanfang para tratar de apoderarse del tramo norte del mismo, en poder de Zhang, una vez que este le había expulsado de la capital. El choque armado entre ambos en noviembre sólo se evitó por la intercesión del presidente Duan Qirui, que otorgó el control de la línea al Guominjun a cambio de ceder otra a Zhang.
En diciembre las fuerzas de Feng habían barrido a los restos de las tropas del derrotado Wu Peifu de Henan. En julio Feng había tomado Shaanxi, cuyo gobierno militar entregó a uno de sus partidarios. Las relaciones entre Feng y Zhang se deterioraron tanto en el invierno de 1925 que Sun Chuanfang logró la alianza del primero para enfrentarse al avance del segundo hacia el sur. El Guominjun avanzó hacia Shandong para cortar la retirada hacia Manchuria de las tropas de la camarilla de Fengtian, que en octubre sufrían los embates de Sun. Después de expulsar a Zhang de Anhui y Jiangsu Sun detuvo su avance y dejó que el Guominjun se enfrentase solo a Zhang. Feng intentó ganarse el favor de Wu Peifu en su enfrentamiento con Zhang, pero aquel prefirió aliarse con el caudillo manchú.
El 23 de noviembre de 1925, el general de la camarilla de Fengtian Guo Songling desertó al KMC gracias a las maniobras de Feng, lo que provocó la Guerra Anti–Fengtian que enfrentó a Feng con Zhang Zuolin, con el que había mantenido una alianza incómoda desde la derrota de la camarilla de Zhili a manos de ambos a finales de 1924. La revuelta de Guo, a punto de triunfar, fue finalmente aplastada por Zhang con ayuda japonesa. La retirada de tropas hacia Manchuria de Zhang, preocupado en sofocar la revuelta de Guo, permitió a Feng tomar el control de Zhili temporalmente. En enero, sin embargo, se sellaba la alianza entre Wu y Zhang. El mismo 1 de enero de 1926 Feng anunciaba su retiro y viaje a la Unión Soviética, que le había estado abasteciendo desde abril de 1925.
El Guominjun sufrió varios reveses a finales de enero y febrero y fue expulsado de Henan. En marzo y abril el Guominjun trató sin éxito de atraer a Wu y deshacer su alianza con Zhang, y el 20 de abril de 1926 hubo de evacuar la capital, atrincherándose en el paso de Nankou al noroeste de esta. Wu quedó al mando de las operaciones contra el Guominjun tras la toma de la capital. Logró expulsar al Guominjun de Nankou tras duros combates en agosto, pero la formación de Feng simplemente se replegó al noroeste, afianzando su control de Gansu, Shaanxi y Mongolia Interior.
Estaba a punto de ser derrotado por completo por las siguientes ofensivas de Wu cuando el KMT lanzó su Expedición al Norte contra los caudillos militares del Norte. El Guominjun ingresó entonces en el Ejército Nacional Revolucionario del Guomindang para derrotar a las fuerzas de Fengtian y Zhili (23 de agosto de 1926), aunque mantuvo sus unidades separadas de las de los nacionalistas. En la primavera de 1927 atacó a Wu, muy debilitado, junto a las tropas del Guomindang, obligándole a abandonar Henan en junio.
En 1929, Feng se tornó descontento con el régimen de Jiang Jieshi (Wade-Giles, Chiang Kai-shek) y al año siguiente el Guominjun se alzó contra él en una alianza de caciques regionales que deseaban deponer a Jiang conocida como la guerra de los Llanos Centrales. Feng fue derrotado y lo que quedaba de su facción fue absorbida por el KMT.